# Морозов Дмитро Петрович
Дмитро Петрович Морозов – диригент, органіст. Заслужений діяч мистецтв України (2020)

## Біографія
Дмитро Морозов народився 10 листопада 1976 року в Харкові.

## Освіта
- 1991-1995: Харківське музичне училище імені Бориса Лятошинського, відділення хорового диригування (викладач Олександр Ліньков) та факультатив з органному виконавства (викладач Валерій Климовський).
- 1995-1999: Харківський національний університет мистецтв ім. Котляревського, кафедра хорового диригування (викладач Олександр Ліньков) та факультатив з органному виконавства (керівник Валерій Климовський).
- 2001-2005: Національна музична академія України ім. П. І. Чайковського, кафедра оперно-симфонічного диригування під керівництвом народного артиста України, професора Вадима Гнєдаша.
- 2004: Майстер-клас відомого сучасного органіста, професора Луїджі Челегина з Національної академії Санта-Чечілія.
- 2005-2008: асистент кафедри оперно-симфонічного диригування Національної музичної академії України імені П. І. Чайковського під керівництвом народного артиста України, професора Вадима Гнєдаша.
- Удосконалював майстерність в Е. Свєтланова (РФ) і Л. Челегина (Італія). 2002-10, 2015-17 - диригент, з 2017 - головний диригент Харківського театру опери та балету ім. М. Лисенко; 2010-11 – диригент, 2013-14 – худ. керівник Воронезького оперного театру; 2011-14 – гол. диригент Київського театру оперети, де здійснив постановки оперет «Цілуй мене, Кет!» К. Портера, «Циганський барон» Й. Штраусса, заснував концерти симф. музики. На сцені Харків. театру опери та балету ім. Н. Лисенко поставив спектаклі сучасність. авторів «Жнива скорботи» («Панахида за померлими від голоду») Е. Станковича, «Листи кохання» Ст. Губаренка, «Снігова королева» А. Шимко, диригував виставами «Аїда», «Травіата», «Трубадур» Дж. Верді , "Паяци" Р. Леонкавалло, "Флорія Тоска" Дж. Пуччіні, "Алеко" С. Рахманінова, "Пікова дама", "Євгеній Онєгін", "Лебедине озеро" Чайковського П., "Князь Ігор" А. Бородіна та ін Усн. фестивалів «Ореп air» (р. Буча Київ. обл.), «Перлини світової симфонічної класики» (Харків, 2008 здійснив світ. прем'єру «Реквієму» А. Сальєрі). Протягом 20 років займається вивченням древніх церковних розспівів. Його обробки – «Херувимська» сербського розспіву, «Благослови, душе моя» грецького розспіву, співи з Літургії Св. Пантелеймона та ін. відомі багатьом регентам[1].

## Нагороди
- У 1995 році став лауреатом і премії Всеукраїнського конкурсу хорових диригентів ім. Д. Бортнянського в Сумах.
- Отримав другу премію на Міжнародному конкурсі імені С. Прокоф'єва на батьківщині композитора, де працював піаністом-концертмейстером.
- За виконання П'ятої симфонії Бетховена йому було присвоєно звання лауреата Харківського фестивалю «Харків мистецький» в номінації «Парад диригентів».
- У 2002 році здобув третю премію на II Міжнародному конкурсі хорових диригентів ім. Леонтовича в Києві.
- У 2003 році брав участь як єдиний представник України в Міжнародному конкурсі органістів їм. М. Таривердієва в Калінінграді.
- У 2005 році здобув третю премію на III Міжнародному конкурсі хорових диригентів імені Миколи Леонтовича в Києві.
- У 2007 році Дмитро Морозов домігся видатного досягнення, перемігши в конкурсі Міністерства культури України на отримання президентського гранту в галузі музичного і театрального мистецтва.
- У 2010 році нагороджений Почесною грамотою Міністерства культури Росії, Міжнародного слов'янського фонду та Російської академії мистецтв за внесок у збереження духовної спадщини слов'янських народів. Нагороду вручив особисто Зураб Церетелі.
- У 2019 році отримав звання Заслуженого діяча мистецтв України.
- У 2019 році він був удостоєний звання професора музики в Католицькому університеті Нової Іспанії (Маямі, Флорида, США).
- У 2019 році був нагороджений Золотою медаллю Костянтинівського ордена Святого Георгія Двох Бурбонів короля Іспанії з присвоєнням йому звання Лицаря Справедливості в знак визнання його видатних художніх досягнень.
- У 2020 році Золота медаль за зміцнення культурних зв'язків між Україною і Ватиканом.
- У 2020 і 2023 роках нагороджений двома почесними дипломами Посольства України у Ватикані.

## Ссылки
ДМИТРИЙ МОРОЗОВ